# Hiiraan
Hiiraan o Hiraan o Hiiran (somali: Hiiraan; àrab: هيران, Hīrān) és una regió administrativa (gobolka) al centre de Somàlia. La seva capital és Beledweyne. Limita amb Etiòpia i les regions somalis de Galguduud, Shabeellaha Dhexe, Shabeellaha Hoose, Bay i Bakool. La superfície és de 34.000 km² i la població el 1982 era d'uns 230.000 habitants.

## Districtes
La regió fou creada pel règim de Siad Barre el 1982, formada per tres districtes:
- Beledweyne (o Beletweyne)
- Buloburde (o Bulo-Burte)
- Jalalaqsi

Després s'hi va afegir Matabaan.

## Història
En aquesta regió va sorgir al segle xix el sultanat de Buur Heybe, en territoris a la part oriental que abans pertanyeren al sultanat de Geledi. Va passar a la colònia de la Somàlia Italiana el 1908.
El 3 de març de 1915 les forces aliades dels italians, el soldà de Mudug (Sultanat d'Hobya), i les forces de l'antiga dinastia Ajuuraan, van iniciar una ofensiva a Hiraan contra els daraawiish. Les forces dels Ajuuraan van sortir de Qalafo (Qallaafe) i estaven dirigides pel boqor Olol Diinle, sobirà hereditari dels Ajuuraan. La fortalesa de Beledweyne fou assetjada i bombardejada tres dies i mig sense èxit; quan un dels grans canons italians fou destruït, els atacants es van desmoralitzar i es van retirar ràpidament.
El juliol de 1998 els clans de la regió van començar a discutir la creació d'un poder regional per formar un estat que portaria el nom de Somàlia Central, que mau es va portar a efecte. A la mort del senyor de la guerra Hasan Qalaad, el poder va passar a Abdullahi Abdi Aaden (Koofi) fins que el president provisional del govern federal de transició Abdullahi Yusuf Ahmed va nomenar Yusuf Ahmed Hagar (conegut com a Yusuf Mohamud Hagar àlies "Dabageed") com a nou governador regional. El 2006 quasi tota la regió estava en poder de la Unió de Corts Islàmiques de les que era una de les principals bases que la van dominar completament l'agost d'aquell any. Sota el xeic Farah Moalim es va establir la xara. Després de la invasió etíop, els islamistes foren derrotats a la batalla de Beledweyne (31 de desembre del 2006 i 1 de gener del 2007) i l'ex governador Dabageed va retornar immediatament. Poc després el president Abdullahi Yusuf Ahmed va nomenar Hussein Mohamud Moalim com a nou governador de la regió d'Hiiraan (en lloc de Dabageed) amb Saleyman Ahmed Hilowle com a subgovernador. Hi va haver certa repressió contra els sospitosos de donar suport als islamistes
A l'estiu del 2007 les Corts Islàmiques es van aliar a Asmara a altres grups d'oposició, i van formar l'Aliança pel Nou Alliberament de Somàlia (coneguda per les sigles angleses ARS, Alliance for the Re-liberation of Somalia), que va dominar la zona. A l'estiu del 2008 la capital, i les capçaleres dels altres tres districtes estaven en mans de l'Aliança mentre el govern federal i els etíops només dominaven un petit territori al nord de Beledweyne, seguint la carretera que portava d'aquesta ciutat fins a la frontera etíop.
Viles, pobles i llogarets destacats
- Raahaale
- Bannalay
- Maxaas
- Halgan
- Mogokori
- Buurweyn
- Buqaqable
- Bergadiid
- Comaad
- Ceelgaal
- Ceelcali
- Guracleey
- Farlibaax
- Abeesaal
- Baareey
- Baacyar
- boocaaleey
- Dooloqoyan
- Kabxaanleey
- dabayoodle
- caymooy
- Deefoow
- Abaaleey
- Fiidow
- Abooreey
- Berxaano
- Garsiyaani
- Jiiqley
- Bacad
- Cadi Jameeco
- Harlugoole
- diinloow

Clans
- Hawiye
  - Baadicadde
  - Gaaljecel
  - Jijeele
  - xawaadle
  - Xaskul
  - Udeejeen
  - Sheekhaal
- Makane
- Dir
- Mehe
  - Surre
  - Abdalle
  - Qubays
  - Bajimal
- Rerow Hassan